# 2017 في اليونان
فيما يلي قوائم الأحداث التي وقعت خلال عام 2017 في اليونان.

## أحداث
- 21 يوليو – زلزال بحر إيجة 2017

## سياسة

### تعيين في المنصب
- 1 يناير – لوكاس باباديموس President of the Academy of Athens ‏.

## رياضة
- 5 مارس – جائزة رودس الدولية الكبرى 2017 الفائزون أحمد أوركين، Joshua Huppertz [الإنجليزية]‏، آلان باناسيك.

## وفيات

### مايو
- 29 مايو – كونستانتين ميتسوتاكيس (مواليد 1918) سياسي ورئيس وزراء يوناني.